# 源晟
源 晟（みなもと あきら、1850年（嘉永3年8月） - 1918年（大正7年）9月29日）は、明治時代の政治家。自由民権運動家。弁護士。日本ハリストス正教会洗礼者(霊名パウェル)。衆議院議員（2期）。旧姓・河原木。幼名は滝蔵。

## 経歴
八戸藩士。祐筆を務めた河原木弥兵衛の九男に生まれる。藩学校で漢学や洋学を修めたのち明治維新前後は八戸藩学二等寮長となり、1871（明治 4）年5月に東京に遊学した。1872年（明治5年）壬申戸籍編成の時、八戸に伝わる義経伝説にちなんで、源晟と姓名を改める。
21歳で代言人となったのち、公娼廃止運動や救貧運動的な考えを持ちギリシャ正教に傾倒する。1876年（明治9年）陸奥国八戸光栄会を設置し関春茂や久保忠勝（のち鮫村長）らと共に沢辺琢磨より八戸初の洗礼を受ける。洗礼後直ちに上京しニコライ司祭の下で学び、各地で伝道したのち1881年（明治14年）帰郷した。
1880（明治 13）年に奈須川光宝、関春茂らが八戸での自由党系結社「暢伸社」を立ち上げ、源も参加。暢伸社は1884年（明治17年）、産馬のセリ代を巡って馬主側と県が対立した産馬騒擾事件で民衆側の勝利に導き、以後民権運動を率いる。
1886年（明治19年）青森県会議員に当選し、政界入りにともない、ハリストス正教の伝教者を辞した。以後4期務め、副議長や議長を歴任した。1894年（明治27年）3月の第3回衆議院議員総選挙では青森県第1区から出馬し当選。つづく第4回総選挙でも当選し衆議院議員を2期務めた。この間自由党に入党し、1889年（明治22年）奈須川光宝や関春茂らと共に八戸で自由党系の政治結社「八戸土曜会」を立ち上げた。また、八戸中学、八戸高等女学校、湊水産学校などの誘致を行うなど教育の発展にも尽力した。1898（明治 31）年に衆院選で奈須川に敗れ、政界を離れた。
晩年は八戸町立徒弟学校長、学校委員、町立図書館長などに就いたのち長崎へ転籍した。